# Dê Abaza
Abaza là một giống dê bản địa ở vùng đông bắc Thổ Nhĩ Kỳ. Chúng được chăn nuôi để lấy sữa, nhưng cũng cho sản lượng thịt khá cao. Quy mô đàn nhỏ đã dẫn đến mức độ giao phối cận huyết cao giữa các cá thể cùng giống, khiến giống dê này "có rủi ro".
Giống dê Abaza có bộ lông ngắn, mềm. Chúng có những đốm màu quanh miệng, mắt và chân. Con đực có sừng dài, bẹt, hình kiếm, trong khi con cái thường không có sừng. Đặc điểm của giống dê này tương tự như dê Gruzia được lai tạo ở Kars và Ardahan.
Là một giống dê sữa, giống dê này có bầu vú phát triển tốt và năng suất tiết sữa trung bình khoảng 200 kg (440 lb). Sữa dê Abaza được sử dụng để sản xuất ra pho mát Abaza, một loại pho mát nửa cứng, có vị mặn nhẹ nổi tiếng trong nước và quốc tế.